# Taktshang
Koordinaten: 27° 29′ 30″ N, 89° 21′ 48″ O

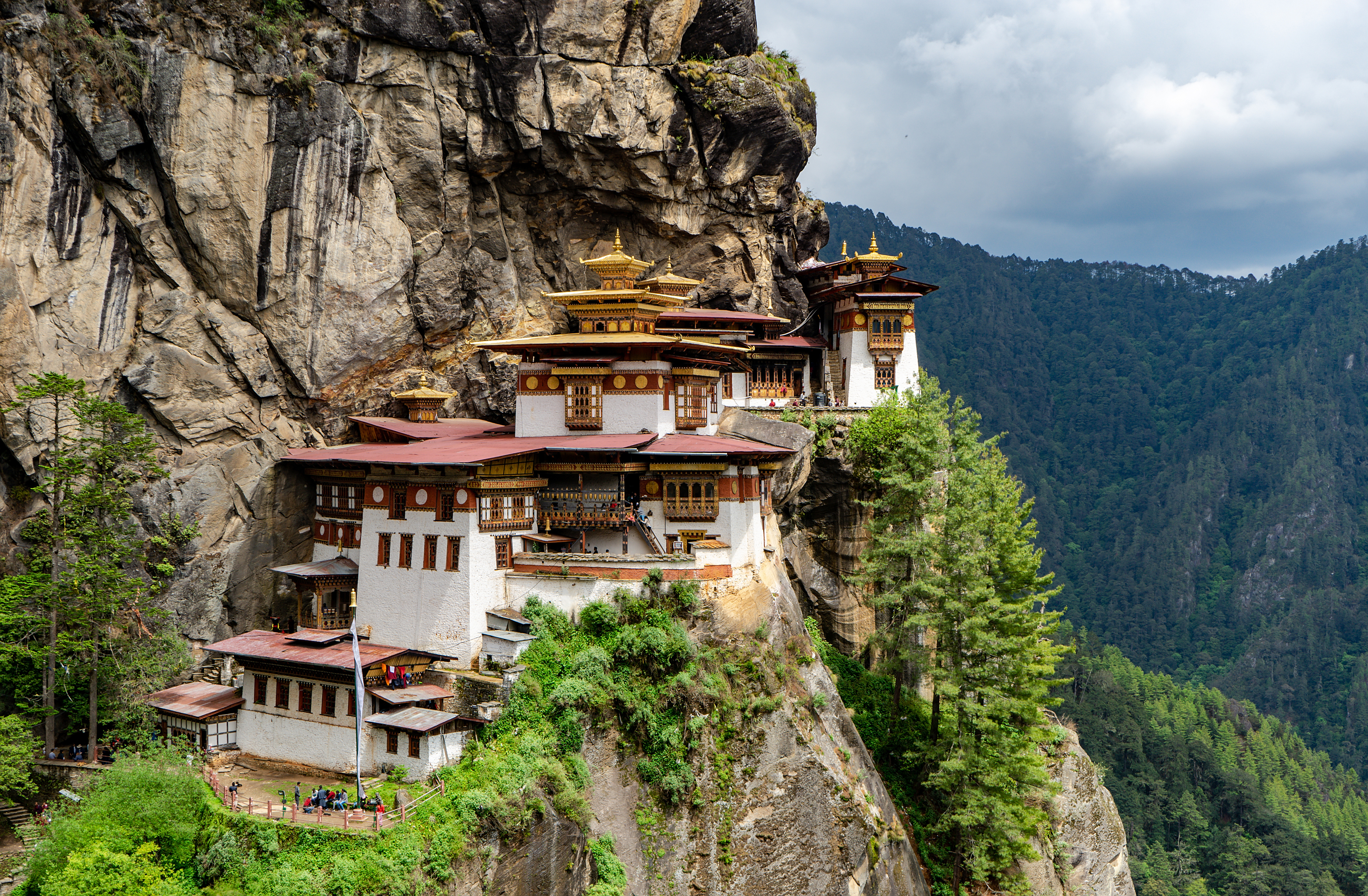
Kloster Taktshang (2018)

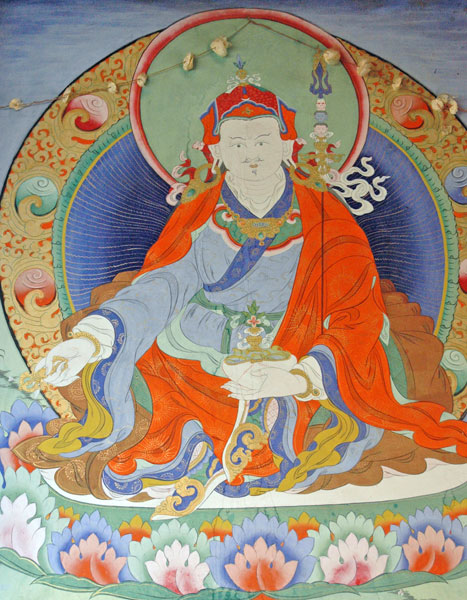
Guru Padmasambhava, Gründer von Taktshang

Taktshang (Dzongkha: སྤ་ཕྲོ་སྟག་ཚང་ spa phro stag tshang oder སྤ་གྲོ་སྟག་ཚང་ spa gro stag tshang) auch Taktsang geschrieben oder Tigernest ist ein buddhistisches Kloster im Parotal im Königreich Bhutan. Das Wort Taktshang ist tibetisch und heißt wörtlich übersetzt „Tigers Versteck“. Es liegt auf einer Höhe von 3120 Metern im Himalaya und ist nur in einem mehrstündigen Fußmarsch oder mit Maultier erreichbar. Die Klosteranlage ist ein oft abgebildetes kulturelles Wahrzeichen des Königreichs Bhutan.
Die Klosteranlage wurde im Jahr 1692 eingeweiht, sie beinhaltet die Taktsang Senge Samdup-Höhle, in der angeblich Guru Padmasambhava im 8. Jahrhundert drei Jahre, drei Monate, drei Wochen, drei Tage und drei Stunden meditiert hat. Padmasambhava, der auch der Guru mit den acht Namen genannt wird und den Ehrentitel Rinpoche trägt, hat den Buddhismus nach Bhutan gebracht. Das Kloster ist ihm gewidmet.

## Geschichte

### Legenden
Es gibt mehrere Legenden zu Taktshang, die auch den ungewöhnlichen Namen „Tigernest“ erklären. So glaubt man, dass Guru Padmasambhava auf dem Rücken eines Tigers dorthin geflohen ist und dass er den Tiger gezähmt hätte.
Eine andere, ähnliche Legende handelt von einer Gemahlin eines Kaisers, die eine Schülerin des Guru Padmasambhava wurde. Sie verwandelte sich in einen Tiger und trug Padmasambhava von Tibet zu den Höhlen von Taktshang. Dort meditierte der Guru und vollendete die achte Inkarnation. Seitdem gilt die Stätte als heilig und erhielt den Namen „Tigernest“.
Eine weitere Legende handelt von Tenzin Rabgye, dem Erbauer des Klosters im Jahr 1692. Es wird gesagt, dass Guru Padmasambhava in Form von Tenzin Rabgye wiedergeboren ist und dass er verschiedene Wunder vollbracht hätte.

### Entwicklung zur Meditationsstätte
Die Höhlen von Taktshang sind nach dem Tod von Guru Padmasambhava ein oft aufgesuchter Ort für religiöse buddhistische Handlungen geworden. Mehrere tibetische hohe Priester kamen dorthin, wie z. B. Milarepa (1040–1123), Pha Dampa Sanggye (?–1117), Machig Labdrön (1055–1145) und Thangton Gyelpo (1385–1464). Ab dem 12. Jahrhundert zogen viele Lama Priester von Tibet nach Bhutan, um dort Klöster zu errichten.

### Bau des Klosters

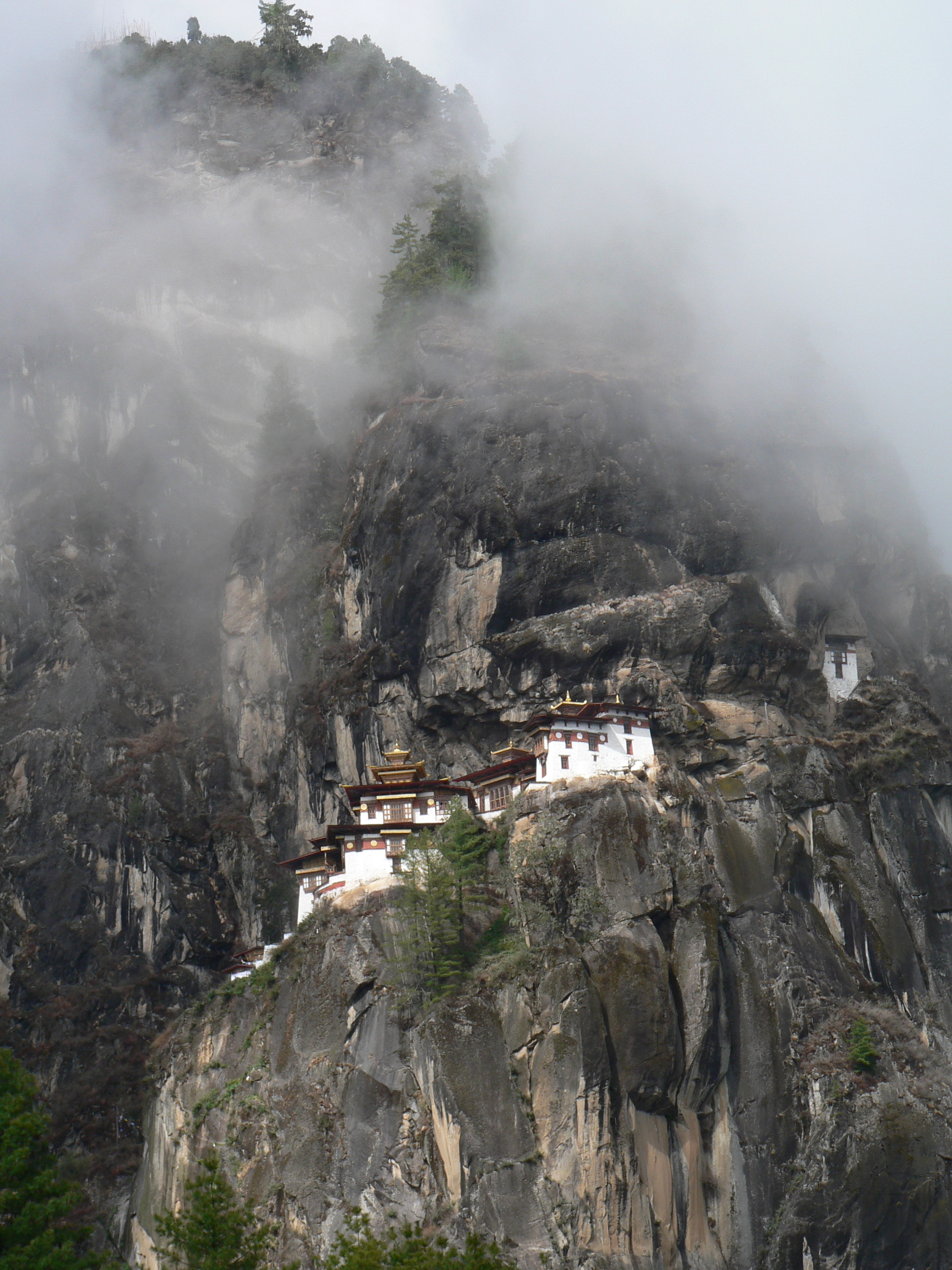

Im 17. Jahrhundert hat der Priester Tertön Pema Lingpa of Bumthang mehrere Klöster in Bhutan gegründet. Er wird auch als Urheber von verschiedenen religiösen und weltlichen Tänzen angesehen, die noch heute im Parotal beim alljährlichen Tshechu Fest aufgeführt werden. Im gleichen Zeitraum floh Ngawang Namgyal, der in Tibet aus religiösen Gründen verfolgt wurde, nach Bhutan. Er hat die öffentliche Verwaltung im Land organisiert und gewann so an politischem Einfluss. Er wird als Gründer von Bhutan angesehen und erhielt den Ehrentitel „Shabdrung“. In den Jahren 1644 bis 1646 hat Tibet einen Krieg gegen Bhutan geführt. Shabdrung pilgerte nach Taktshang und erflehte den Beistand von Padmasambhava bei der Bekämpfung der Eindringlinge. Schließlich gewann Bhutan den Krieg. Aus Dankbarkeit beschloss Shabdrung, ein Klostergebäude bei den Höhlen von Taktshang zu errichten. Die Fertigstellung erlebte er allerdings nicht mehr. Der Wunsch zum Bau des Klosters wurde von seinem Nachfolger, dem 4. Druk Desi Tenzin Rabgye (1638–96), erfüllt. Er weihte 1692 während des Tshechu-Fests das Kloster ein und widmete es dem Guru Rinpoche Padmasambhava.

### Brand 1998
In der Vergangenheit gab es wiederholt Brände im Kloster, wobei meist die Butterlampen die Ursache waren. Zuletzt brach am 19. April 1998 im Hauptgebäude des Klosters ein größeres Feuer aus. Ein Mönch kam dabei zu Tode. In dem Gebäude befanden sich wertvolle Gemälde und andere seltene Gegenstände, die erheblich beschädigt wurden. Man vermutet, dass ein elektrischer Kurzschluss die Ursache war. Die Regierung von Bhutan und das Königshaus finanzierten die Restaurierung der Gebäude und der Einrichtungen. Im Jahr 2005 waren die Arbeiten abgeschlossen.

## Umgebung und Zugang

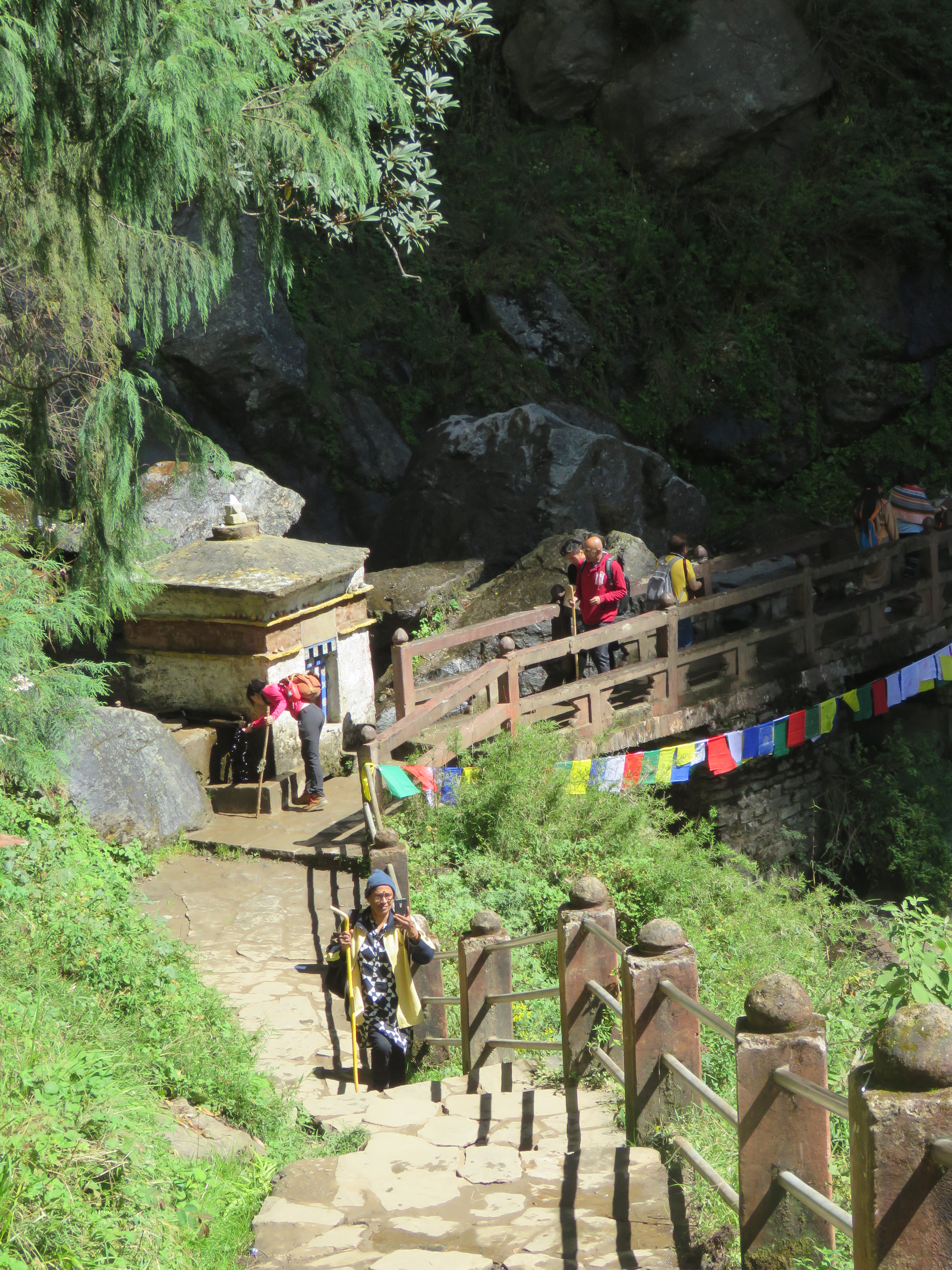
Auf- und Abstieg mit Stock

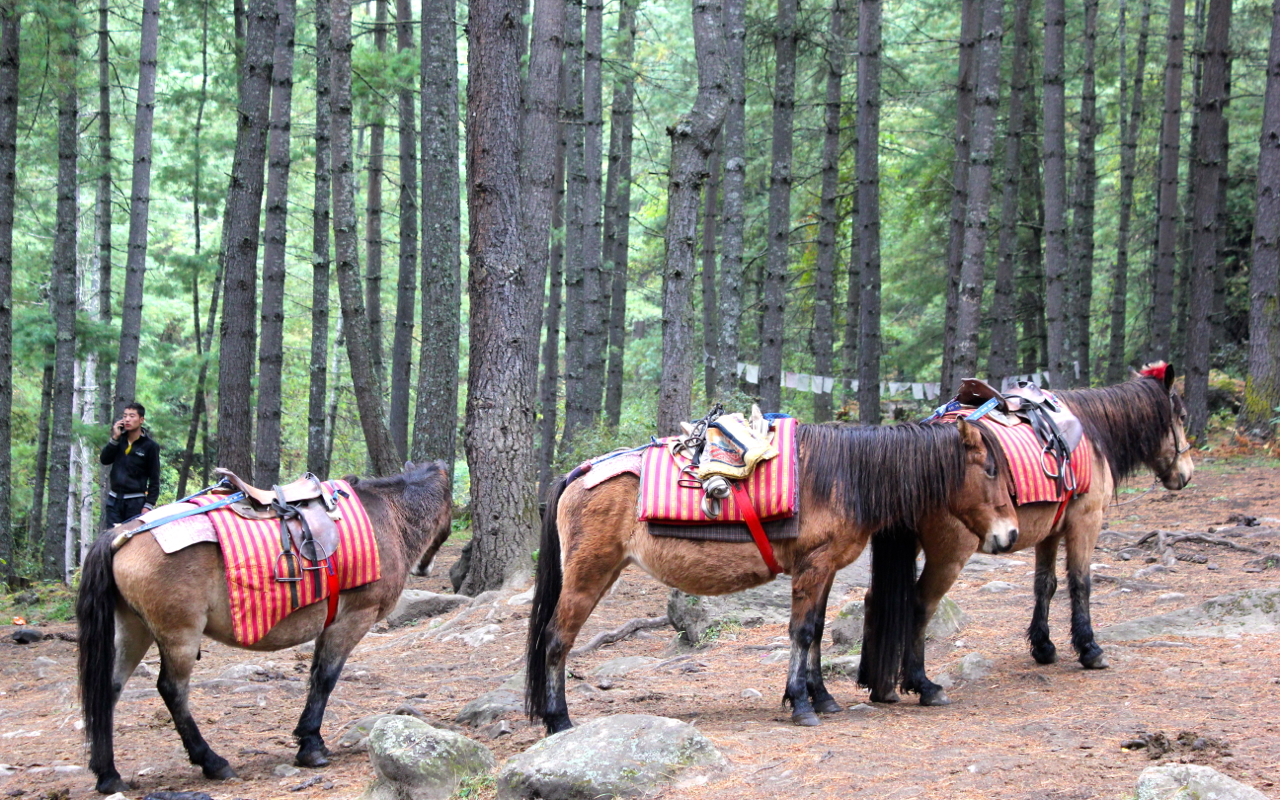
Aufstiegshilfen

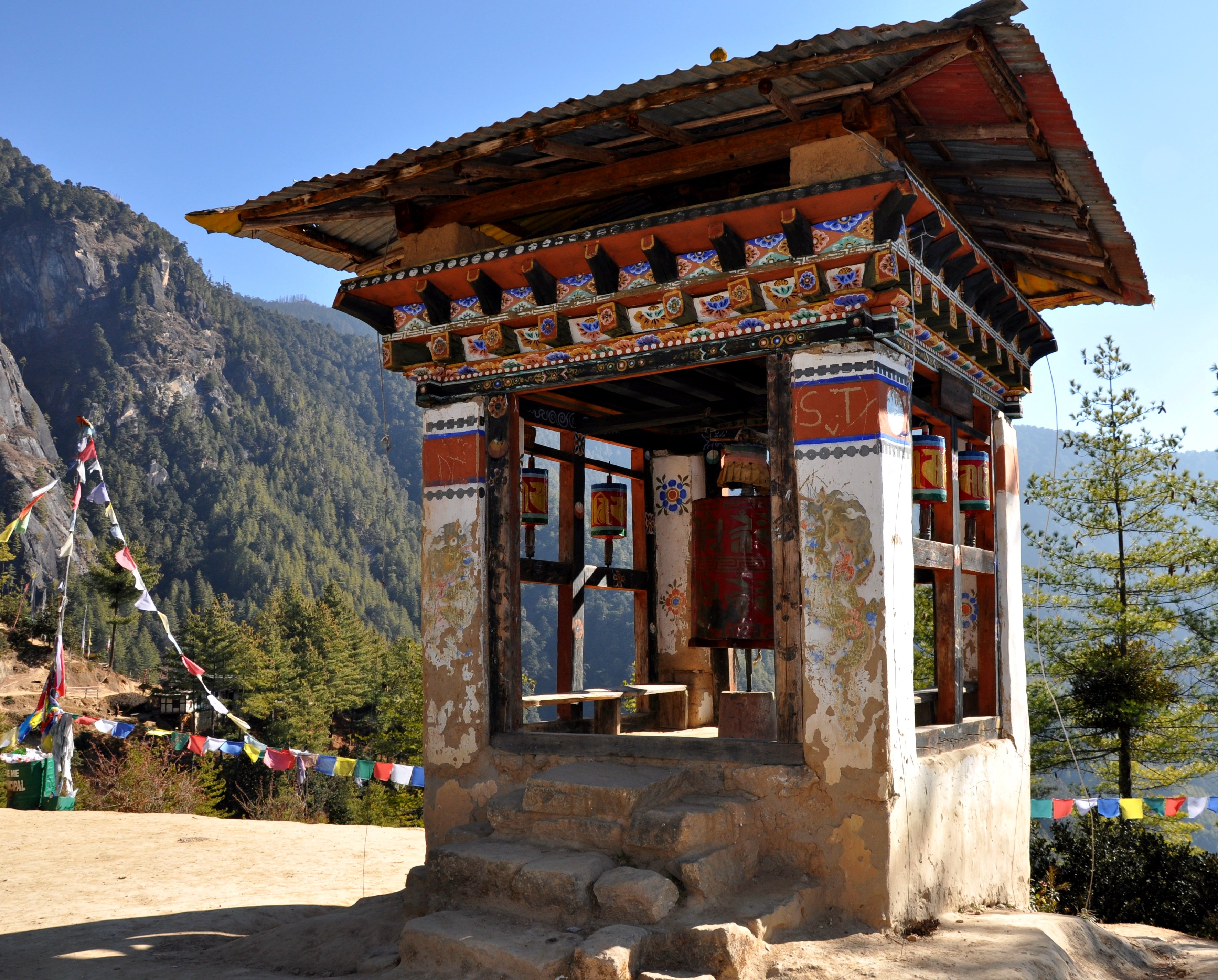
Gebetsmühle am Weg

Das Kloster liegt circa zehn Kilometer nördlich der Stadt Paro an einer steil aufragenden Felswand rund 900 m über dem Talgrund. Die Gebäude stehen direkt auf den fast senkrechten Felsnasen. Oft umhüllen Wolkenfetzen die Bergwand und sorgen für eine mystische Stimmung. Das Kloster kann nur zu Fuß erreicht werden, es werden Wanderschuhe empfohlen und man sollte möglichst schwindelfrei sein. Man kann auch per Muli oder Pferd den größten Teil des Wegs bewältigen.
Es sind ca. 800 Höhenmeter zu überwinden und dafür rund 3 Stunden Gehzeit für den Aufstieg einzurechnen. Auf der Wegstrecke gibt es eine durch ein Wasserrad angetriebene Gebetsmühle. Es heißt, dass das Wasser durch den Kontakt mit der Mühle gesegnet sei. Später erreicht man das Kloster Urgyan Tsemo, das ebenfalls auf einem Felsvorsprung gebaut ist. Hier gibt es eine Cafeteria, wo man Rast machen und den Ausblick auf das Taktshang-Kloster genießen kann. Die Mulis können von hier nicht weitergehen, so dass der Rest des Weges nur zu Fuß bewältigt werden kann. Dieser Wegabschnitt gilt als landschaftlich besonders reizvoll. Pinienbäume, ein großer Wasserfall, Gebetsfahnen und viele kleine Gebetsstätten säumen den Weg. Schließlich gelangt man zum Hauptgebäude des Klosters.
Besucher benötigen einen Führer, sie können täglich ab 8:00 Uhr das Kloster besichtigen, vorausgesetzt der Führer hat vorher eine Genehmigung eingeholt. Das Kloster schließt im Herbst/Winter um 17:00 Uhr bzw. im Frühjahr/Sommer um 18:00 Uhr. Am Eingang sind Sicherheitsregeln zu beachten. Das Fotografieren in der Klosteranlage ist nicht erlaubt. Über die jeweils aktuell gültigen Regelungen sollte man sich rechtzeitig informieren.

## Die Klosteranlage
Die Klosteranlage besteht aus vier Haupttempeln und mehreren Wohngebäuden, die sich eng an die Felswände anlehnen. Von den acht Höhlen sind vier für Besichtigungen zugänglich. Butterlampen beleuchten das Innere. Die Höhle, in der Padmasambhava wohnte und meditierte, heißt „Pel Phuk“, sie ist meist für Besuche geschlossen. Die Gebäude sind mit Holzbrücken und durch schmale Wege oder Treppen, die direkt aus dem Fels herausgehauen sind, miteinander verbunden. Jedes Gebäude verfügt über einen Balkon, von wo man den Blick in das Tal genießen kann. Im höchsten Gebäude befindet sich ein Bildnis von Buddha. Viele Räume sind mit Gemälden ausgestattet, die religiöse Szenen darstellen. Beachtenswert sind auch die Gebetsmühlen, die von den Mönchen per Hand angetrieben werden.

## Spielfilm
Im Kinofilm aus dem Jahr 2022 Die Legende vom Tigernest (Originaltitel: Ta'igara: An adventure in the Himalayas, Regie: Brando Quilici) spielt das Kloster eine Rolle in der Handlung und wird in Szenen gezeigt.